# Neococcyx mccorquodalei
Neococcyx mccorquodalei — вимерлий вид птахів родини зозулевих (Cuculidae). Існував в пізньому еоцені в Північній Америці. Викопні рештки птаха знайшли у Канаді в провінції Саскачеван. Описаний з решток дистального кінця плечової кістки.